# 1965 في التلفزيون البريطاني
هذه قائمة بالأحداث المتعلقة التي حدثت بالتلفزيون البريطاني منذ عام 1965.

## الأحداث

### يناير
- كانون الثاني (يناير) - تعاونت هيئة الإذاعة البريطانية (بي بي سي) مع RTÉ الأيرلندية في بث تلفزيوني تاريخي حيث التقى الأيرلندي Taoiseach Seán Lemass ورئيس وزراء أيرلندا الشمالية Terence O'Neill لأول مرة في بلفاست.[1]
- 2 يناير - عرض World of Sport لأول مرة على ITV حيث كان Eamonn Andrews أول مقدم له.
- 9 يناير - عرض كوميدي سكيتش ليس فقط. . . لكن أيضا ، الذي يضم بيتر كوك ودادلي مور ، لأول مرة على قناة BBC2.[2]
- 12 يناير - Doctor Who يبدأ العرض الأول في أستراليا على ABC من خلال عرضه لأول مرة في بيرث. سيبدأ لاحقًا البث لأول مرة في عدة ولايات؛ بما في ذلك سيدني وأديلايد وبريسبان وملبورن خلال شهر يناير والشهرين المقبلين.

### فبراير
- لا أحداث.

### مارس
- 26 مارس - تلفزيون الحدود يبدأ البث إلى جزيرة مان .

### أبريل
- 7 أبريل - بث قناة BBC1 ثلاثة أيام صافية ، وهي مسرحية يوم الأربعاء تدور حول الأحداث التي أدت إلى إدانة رجل بجريمة القتل العمد.[3] يتكرر على BBC2 في 16 يوليو.[4]

### مايو
- 30 مايو - أقيم تكريم متلفز لقائد الفرقة الموسيقية البريطاني الراحل والمخرج جاك هيلتون بعنوان The Stars Shine for Jack في لندن في المسرح الملكي ، دروري لين .

### يونيو
- 18 يونيو - تم بث الإصدار الأخير من الليلة على BBC1.
- 27 يونيو - يتم بث الحلقة الأخيرة من مسلسل Stingray للرسوم المتحركة المتحركة على قناة ITV .

### يوليو
- 5 يوليو - بدأ تلفزيون Anglia البث على قناة VHF 6 من محطة إرسال Sandy Heath ، وامتد التغطية إلى Bedfordshire وCambridgeshire وNorthamptonshire . حتى أواخر عام 1966، لم يكن هناك بث صباحي من جهاز الإرسال هذا بسبب الاصطدام مع مرصد مولارد الراديوي الفلكي .
- 7 يوليو - عرض برنامج العلوم والتكنولوجيا Tomorrow's World لأول مرة على BBC1.

### أغسطس
- 1 أغسطس - تم حظر إعلانات السجائر من تلفزيون المملكة المتحدة. ستستمر إعلانات تبغ السيجار والسيجار حتى عام 1991.
- 6 أغسطس - تم سحب فيلم The War Game ، وهو فيلم وثائقي درامي للمخرج بيتر واتكينز يصور أحداث هجوم نووي خيالي على المملكة المتحدة ، بشكل مثير للجدل من البث المخطط له في مسلسل The Wednesday Play على قناة BBC1 . تعرضت البي بي سي لضغوط من قبل الحكومة البريطانية، التي لا تريد نشر الكثير من محتوى المسرحية للعامة.[5] تم طرحه أخيرًا في دور السينما وفاز بجائزة الأوسكار لعام 1966 للفيلم الوثائقي ؛ أخيرًا قامت BBC بعرض المسرحية في عام 1985.

### سبتمبر
- 12 سبتمبر - قناة BBC2 Wales تُبث على الهواء. لتقديم الخدمة، يبث BBC2 برنامجًا بعنوان BBC-2 يأتي إلى ويلز ، يضم وزير الدولة لويلز جيمس غريفيث ، عمدة مدينة كارديف، نائب عمدة نيوبورت، رئيس مجلس البث في ويلز البروفيسور غلانمور ويليامز، مراقب BBC2 ديفيد أتينبورو ، ومراقب BBC2 ويلز ألون أولدفيلد ديفيز.[6]
- 30 سبتمبر - جيري وسيلفيا اندرسون الصورة المعروفة الخيال العلمي دمية دمية الإلكترونية المعروفة باسم (Supermarionation) سلسلة العنكبوت لأول مرة على ITV .

### أكتوبر
- 2 أكتوبر - سلسلة الخيال العلمي الأمريكية Lost in Space تظهر لأول مرة على ITV ؛ تم تكييفه لاحقًا لنسخة الفيلم الطويل في عام 1998 ثم مرة أخرى للمسلسل التلفزيوني الذي تم إحياؤه في عام 2018، بعد انتهاء المسلسل الأصلي في عام 1968.
- 4 أكتوبر -
  - المتحدة! العرض الأول على BBC1.
  - ظهور سلسلة مختارات من الخيال العلمي خارج المجهول على قناة BBC2.
  - 24 ساعة تنطلق على BBC1 لأول مرة.
  - أعلنت البي بي سي عن خطط لتقديم خدمة جديدة للمهاجرين الآسيويين ابتداء من الأسبوع التالي.[7]
- 10 أكتوبر - انطلقت خدمة BBC Asian ، التي تبث صباح يوم الأحد، ببرنامج يسمى In Logon Se Miliye وفي بداية عام 1966 أعيدت تسميته Apma Hi Ghar Samajhiye . في وقت لاحق من هذا العقد تم تسميته Nai Zindagi-Naya Jeevan وفي يونيو 1982 أعيد إطلاقه ليصبح Asian Magazine .
- 18 أكتوبر - إصدار المملكة المتحدة من برنامج الأطفال The Magic Roundabout على BBC1 ؛ استمرت حتى عام 1977.
- 31 أكتوبر - تم بث قناة BBC2 في شمال إنجلترا على الهواء.

### نوفمبر
- 4 نوفمبر - عرض مسلسل الشؤون الحالية والوثائقي Man Alive لأول مرة على BBC2.
- 8 تشرين الثاني (نوفمبر) - الظهور الأول للمسلسل الهزلي الأمريكي My Mother the Car على قناة ITV ؛ يصبح معروفًا بالاستقبال السلبي.
- 13 تشرين الثاني (نوفمبر) - ينطق الناقد المسرحي كينيث تينان بكلمة «اللعنة» لأول مرة في التلفزيون البريطاني.

### ديسمبر
- 13 ديسمبر - سلسلة Jackanory لرواية الأطفال لأول مرة على BBC1. يستمر حتى عام 1996 ويتم إحياؤه لفترة وجيزة في عام 2006.
- 20 ديسمبر - بدأت أنجليا البث على قناة VHF 20 من محطة إرسال بلمونت، وامتدت التغطية إلى لينكولنشاير، شرق يوركشاير والأجزاء الشمالية من نورفولك

## لأول مرة

### بي بي سي الأولى
- 6 يناير - جوني كويست (1964-1965)
- 9 يناير - ليس فقط. . . لكن أيضا (1965–1970)
- 28 يناير - الكسندر جراهام بيل (1965)
- 2 مارس - الفظ والنجار (1965)
- 24 مارس - القاعدة الجوية (1965)
- 27 مارس - البجعة الطائرة (1965)
- 31 مارس - الذهاب لأغنية (1965-1977 ، 1995-2002)
- 11 أبريل - قصة مدينتين (1965)
- 13 أبريل - فتاة الجلوس على السرير (1965-1966)
- 18 أبريل - وكذلك تيد (1965)
- 23 نيسان - ليل (1965-1966)
- 30 مايو - عالم ووستر (1965-1967)
- 5 يونيو - عرض فال دونيكان (1965-1970)
- 20 يونيو جزيرة السموم (1965)
- 24 يونيو - الرجل من UNCLE (1964-1968)
- 6 يوليو - عرض لانس بيرسيفال (1965-1966)
- 7 يوليو - مستكشفو الأخطاء ومصلحوها (1965-1972)
- 7 يوليو - عالم الغد (1965-2003)
- 15 يوليو - الحدود الأسبوعية المصورة (1965-1967)
- 22 يوليو - حتى الموت نحن جزء (1965-1975)
- 29 يوليو - بوغليس وود (1965)
- 1 أغسطس - وريثة غارث (1965)
- 3 أغسطس - 199 بارك لين (1965)
- 4 أغسطس - فيلم الأربعاء إثارة (1965)
- 26 أغسطس - مصبوب في الأرض (1965)
- 12 سبتمبر - هيريوارد ذا ويك (1965)
- 2 أكتوبر - BBC-3 (1965–1966)
- 4 أكتوبر - يونايتد! (1965-1967)
- 4 أكتوبر - 24 ساعة (1965–1972)
- 6 تشرين الأول (أكتوبر) - هيكتور هيثكوت (1959-1963)
- 8 أكتوبر - قناع يانوس (1965)
- 9 أكتوبر - الوحش (1964-1966)
- 12 أكتوبر - مغامرات روبنسون كروزو (1965-1966)
- 16 أكتوبر - كن ذكيًا (1965–1970)
- 18 أكتوبر - الدوار السحري (1965-1977)
- 19 تشرين الأول (أكتوبر) - الوافدون الجدد (1965-1969)
- 19 أكتوبر - مسرحية الشهر (1965-1983)
- 23 تشرين الثاني (نوفمبر) - الحد (1965)
- 13 ديسمبر - جاكانوري (1965-1996 ، 2006)
- 17 ديسمبر - بارني هو حبيبي (1965-1966)

### بي بي سي الثانية
- 18 يناير - Hit and Run (1965)
- 27 يناير - القطار الليلي إلى سوربيتون (1965)
- 21 فبراير - الطاحونة على الخيط (1965)
- 22 مارس - رجل يسمى هاري برنت (1965)
- 24 مارس - القاعدة الجوية (1965)
- 5 مايو - أطلق عليها ما تحب (1965)
- 9 مايو - القرمزي والأسود (1965)
- 13 مايو - سكان لندن (1965)
- 13 يونيو - صعود وسقوط سيزار بيروتو (1965)
- 9 يوليو - أسطورة الموت (1965)
- 31 يوليو - مسرح جاسلايت (1965)
- 8 سبتمبر - قضية طفيفة... (1965)
- 2 أكتوبر - لمن تقرع الأجراس (1965)
- 4 أكتوبر - خارج المجهول (1965-1971)
- 7 أكتوبر - مسرح الثلاثين دقيقة (1965-1973)
- 17 تشرين الأول (أكتوبر) - Call My Bluff (1965-1988 ، 1994، 1996-2005)
- 17 أكتوبر - عدو الدولة (1965)
- 4 تشرين الثاني (نوفمبر) - Man Alive (1965–1981)
- 5 ديسمبر - المنفق الكبير (1965-1966)

### آي تي في
- 2 يناير - عالم الرياضة (1965-1985)
- 19 يناير - قصة الصفحة الأولى (1965)
- 23 يناير - بابليك آي (1965-1975)
- 27 فبراير - العامل (1965-1970)
- 13 أبريل - أورلاندو (1965-1968)
- 30 أبريل - ستة ظلال من الأسود (1965)
- 8 مايو - Undermind (1965)
- 2 حزيران (يونيو) - العفو عن التعبير (1965-1966)
- 11 يونيو - الرجل في الغرفة 17 (1965-1966)
- 2 أغسطس - شرطة ريفيرا (1965)
- 11 أغسطس - ستة من الأفضل (1965)
- 21 أغسطس - واسع وضيق (1965)
- 21 أغسطس - عرض فرانكي فوغان (1965-1966)
- 10 سبتمبر - الابتزاز (1965-1966)
- 30 سبتمبر - Thunderbirds (1965-1966)
- 1 أكتوبر - عائلة آدامز (1964-1966)
- 2 تشرين الأول (أكتوبر) - Lost in Space (1965-1968 ، 2018 إلى الوقت الحاضر)
- 2 تشرين الأول (أكتوبر) - طرق على أي باب (1965-1966)
- 19 أكتوبر - الكائن Z (1965)
- 8 تشرين الثاني (نوفمبر) - أمي السيارة (1965-1966)
- 13 ديسمبر - لعبة القوة (1965-1969)
- 16 ديسمبر- المحكمة العسكرية (1965-1966)
- 25 ديسمبر - عرض بروس فورسيث (1965-1969)

## برامج تلفزيونية

### تغييرات الانتماء إلى الشبكة
| عروض         | انتقل من | انتقل الى |
| ------------ | -------- | --------- |
| مباراة اليوم | BBC2     | BBC1      |

## البرامج التلفزيونية المستمرة

### عشرينيات القرن الماضي
- بي بي سي ويمبلدون (1927-1939، 1946-2019، 2021-2024)

### الثلاثينيات
- سباق القوارب (1938-1939، 1946-2019)
- بي بي سي للكريكيت (1939، 1946-1999، 2020-2024)

### الأربعينيات
- شاهد مع الأم (1946-1973)
- تعال للرقص (1949-1998)

### الخمسينيات
- آندي باندي (1950–1970، 2002-2005)
- الأيام الخوالي (1953-1983)
- بانوراما (1953 حتى الآن)
- ليلة الأحد في بلاديوم لندن (1955-1967، 1973-1974)
- اختر ما تريد (1955-1968، 1992-1998)
- ضاعف نقودك (1955-1968)
- ديكسون دوك جرين (1955-1976)
- ممتاز جدا (1955-1984، 2020 إلى الوقت الحاضر)
- فرصة نوكس (1956-1978، 1987-1990)
- هذا الأسبوع (1956-1978، 1986-1992)
- مسرح الكرسي (1956-1974) [8]
- ماذا تقول الأوراق (1956-2008)
- السماء في الليل (1957 إلى الوقت الحاضر)
- بلو بيتر (1958 إلى الوقت الحاضر)
- المدرج (1958-2007)

### الستينيات
- فلينستون (1960-1966)
- شارع التتويج (1960 إلى الوقت الحاضر)
- المنتقمون (1961-1969)
- أغاني التسبيح (1961 - حتى الآن)
- هيو وأنا (1962-1967)
- القديس (1962-1969)
- سيارات زي (1962-1978)
- سحر الحيوان (1962-1983)
- جاهز استعد ابدأ! (1963-1966)
- دكتور هو (1963-1989، 2005 حتى الآن)
- العالم في العمل (1963-1998)
- الفتيان المحتملون (1964-1966)
- ريدكاب (1964-1966)
- مسرحية الأربعاء (1964-1970)
- السيد والسيدة (1964-1999، 2008-2010، 2012 حتى الآن)
- توب أوف ذا بوبس (1964-2006)
- مباراة اليوم (1964 حتى الآن)
- مفترق طرق (1964-1988، 2001-2003)
- مدرسة اللعب (1964-1988)

## إنتهت في عام 1965
- راغ وتاج وبوبتيل (1953-1965)
- كتاب مصور (1955-1965)
- مراقب (1958-1965)
- نوجين نوج (1959-1965 ، 1966-1982)
- سايكس و... (1960-1965)
- الاتفاق (1962-1965)
- ستيبتو وابنه (1962-1965 ، 1970-1974)
- غرفة الضرب (1964-1965)
- ليس برنامجًا كثيرًا، بل أسلوب حياة (1964-1965)

## المواليد
- 4 يناير - جوليا أورموند ، الممثلة البريطانية
- 9 يناير - جولي ريتشاردسون ، الممثلة البريطانية
- 14 يناير - Hugh Fearnley-Whittingstall ، طاهي إنجليزي
- 15 يناير - جيمس نيسبيت ، ممثل إيرلندي شمالي
- 27 يناير - آلان كومينغ ، ممثل اسكتلندي
- 22 فبراير - جون ليزلي ، مقدم برامج تلفزيونية
- 26 فبراير - أليسون أرميتاج، عارضة أزياء وممثلة إنجليزية
- 11 مارس - لورانس لولين بوين، مقدم برامج تلفزيونية بريطانية
- 22 مارس - إيما وراي ، ممثلة
- 30 مارس - بيرس مورغان ، صحفي بريطاني في التابلويد
- 4 أبريل - شون ويلسون، ممثل بريطاني
- 21 أبريل - جاكي بيلتراو، مقدمة رياضية
- 27 أبريل - آنا تشانسيلور ، الممثلة البريطانية
- 29 أبريل - روزي رويل، ممثلة
- 3 مايو - مايكل مارشال سميث ، روائي وكاتب سيناريو وكاتب قصة قصيرة
- 17 مايو -
  - جيريمي فاين، مقدم البرامج الإذاعية والتلفزيونية في بي بي سي البريطانية
  - أليس بير ، مذيعة تلفزيونية.
- 19 يونيو - سيمون أوبراين، ممثل تلفزيوني ومقدم إذاعي
- 4 يوليو - جو ويثي، راديو دي جي البريطاني
- 8 يوليو - ماثيو رايت ، صحفي ومقدم برامج تلفزيونية
- 6 أغسطس - مارك سبايت، مقدم برامج تلفزيونية بريطانية (توفي عام 2008)
- 24 سبتمبر - شيريل جاسكوين، شخصية تلفزيونية
- 14 أكتوبر - ستيف كوجان ، الممثل الكوميدي والممثل البريطاني
- 15 أكتوبر - ستيفن تومبكينسون ، الممثل البريطاني
- 31 أكتوبر - روب راكسترو، ممثل صوت بريطاني
- 4 نوفمبر - الممثل البريطاني شون ويليامسون
- 10 نوفمبر - شون هيوز، الممثل الكوميدي الأيرلندي المولود في اللغة الإنجليزية (توفي عام 2017)
- 12 نوفمبر - إيدي ماير ، مقدم البرامج الإذاعية والتلفزيونية في بي بي سي البريطانية
- 16 نوفمبر - مارك بنتون ، ممثل
- 21 نوفمبر - الكسندر صديق ممثل سوداني المولد

## حالات الوفاة
- 23 فبراير - ستان لوريل ، ممثل كوميدي إنجليزي المولد، نجا من نصف لوريل وهاردي ، 74 (ب 1890)
- 22 ديسمبر - ريتشارد ديمبلبي، صحفي ومذيع، 52، سرطان الخصية (ب. 1913)